# Тамара Чуровић
Тамара Чуровић (Београд, 31. октобар 1994) српска је тенисерка.
Тренутно заузима 519. позицију на ВТА листи, а најбоољи пласман је остварила 27. маја 2013. године када је била на 394. месту. Своје прво ИТФ финале је одиграла 2009. године у Добоју. Мајка јој је Светлана Прудњикова, бивша првакиња Русије у шаху.

## Финала у каријери

### ИТФ финала појединачно (0–1)
| Турнири од $100.000$ |
| Турнири од 75.000$   |
| Турнири од 50.000$   |
| Турнири од 25.000$   |
| Турнири од 10.000$   |

| Исход | #  | Датум               | Турнир | Подлога | Противница  | Резултат      |
| Пораз | 1. | 20. септембар 2009. | Добој  | Шљака   | Матеа Мезак | 4–6, 6–2, 6–4 |